# Polyalthia brevipedunculata
Polyalthia brevipedunculata är en kirimojaväxtart som beskrevs av Jacob Gijsbert Boerlage. Polyalthia brevipedunculata ingår i släktet Polyalthia och familjen kirimojaväxter. Inga underarter finns listade i Catalogue of Life.